# Luigi di Challant

Stemma Challant

Luigi di Challant-Aymavilles (1º agosto 1454 – 1487) (in francese, Louis de Challant) fu un nobile valdostano appartenente alla famiglia Challant del ramo Challant-Aymavilles ed ebbe il titolo di 3º conte di Challant.

## Biografia
Unico figlio maschio di Giacomo di Challant-Aymavilles e di Giovanna Andrevet a raggiungere l'età adulta, nacque nel 1454 ed ebbe come padrino di battesimo Luigi di Valois, che divenne in seguire re di francia col nome di Luigi XI.

Ereditò dal padre il titolo di Conte di Challant, divenendo il terzo conte della casata, e i feudi di Aymavilles, Graines, Andorno, Surpierre, Issogne, Châtillon e Verrès. Ricevette inoltre le terre di Ussel e Saint-Marcel dopo che questi furono tolti a Francesco di Challant Ussel.
Sposò nel 1477 Marguerite de La Chambre, figlia di Amedeo de Seyssel de La Chambre e di Maria di Savoia dei Signori di Pancalieri, dalla quale ebbe sei figli.
Presso i Savoia ricoprì gli incarichi di ciambellano e consigliere della duchessa Iolanda di Francia, balivo della Valle d'Aosta a partire dal 1477, castellano di Aosta, Châtel-Argent e Bard, governatore di Nizza Marittima a partire dal 1480.
Nel 1465 fu nominato da Amedeo IX Cavaliere dell'Ordine del Collare di Savoia, in seguito chiamato Ordine Supremo della Santissima Annunziata.
Morì verso il 1487, lasciando la tutela dei figli Filiberto e Carlo al cugino Giorgio di Challant, il quale proseguì anche i lavori iniziati da Luigi al castello di Issogne trasformando il maniero medievale in una raffinata corte signorile.